# Mùa bão Tây Bắc Thái Bình Dương 1986
Mùa bão năm 1986 ở Tây Bắc Thái Bình Dương không có giới hạn chính thức; nó chạy quanh năm vào năm 1986, nhưng hầu hết các cơn bão nhiệt đới có xu hướng hình thành ở tây bắc Thái Bình Dương giữa tháng Năm và tháng Mười Hai.  Những ngày này thường phân định thời kỳ mỗi năm khi hầu hết các cơn bão nhiệt đới hình thành ở tây bắc Thái Bình Dương.  Bão nhiệt đới hình thành trong toàn bộ lưu vực phía tây Thái Bình Dương đã được Trung tâm Cảnh báo Bão chung đặt tên.  Áp thấp nhiệt đới xâm nhập hoặc hình thành trong khu vực trách nhiệm của Philippines được đặt tên bởi Cơ quan Dịch vụ Khí quyển, Địa vật lý và Thiên văn học Philippines hoặc PAGASA.  Điều này thường có thể dẫn đến cùng một cơn bão có hai tên.
Tổng cộng có 32 áp thấp nhiệt đới được hình thành vào năm 1986 ở Tây Thái Bình Dương trong khoảng thời gian mười một tháng.  Trong số 32, 30 trở thành bão nhiệt đới, 19 cơn bão đạt cường độ bão và 3 cơn bão đạt cường độ siêu bão.  Trung tâm cảnh báo bão chung coi Vera là hai cơn bão nhiệt đới, khi tất cả các trung tâm cảnh báo coi Vera là một trong thời gian thực, trong khi một người khác, Georgette, có nguồn gốc ở Đông Thái Bình Dương.  Sáu trong số các cơn bão nhiệt đới được hình thành vào tháng 8, đó là tháng bận rộn nhất trong mùa.  Tám cơn bão nhiệt đới di chuyển qua Philippines trong mùa này.  Hầu hết các trường hợp tử vong do bão trong năm 1986 là do Peggy và Wayne gây ra.

## Tóm tắt mùa bão
Trong số ba mươi cơn bão nhiệt đới được hình thành vào năm 1986 ở Tây Thái Bình Dương (từ 32 áp thấp nhiệt đới), 19 cơn bão có cường độ bão và ba cơn bão đạt cường độ siêu bão.  Bị phá vỡ theo tháng, một cơn bão nhiệt đới hình thành vào tháng Hai, một vào tháng Tư, hai vào tháng Năm, ba vào tháng Sáu, ba vào tháng Bảy, bảy vào tháng Tám, ba vào tháng Chín, bốn vào Tháng Mười, sáu vào Tháng Mười Một và hai vào Tháng Mười Hai.  Vera được Trung tâm Cảnh báo Bão chung coi là hai cơn bão nhiệt đới, mặc dù thực tế, nó được coi là một hệ thống và Georgette, là một cơn bão Đông Thái Bình Dương trước đây.  Tám cơn bão nhiệt đới di chuyển qua Philippines trong mùa này, trong khi ba cơn bão xảy ra ở Trung Quốc đại lục, một cơn tấn công Triều Tiên và một cơn qua bờ biển Nhật Bản.  Peggy và Wayne chiếm phần lớn số người chết trong mùa này.  Bão nhiệt đới chiếm 35   phần trăm lượng mưa hàng năm ở Hồng Kông trong năm nay.

## Hệ thống

### Bão Judy (Akang)
Sự xáo trộn ban đầu hình thành trong vòng hai độ của đường xích đạo trong máng gió mùa vào ngày 25 tháng 1.  Trong những ngày tiếp theo, khu vực giông bão đã tăng kích thước.  Tuy nhiên, nó đã giảm đáng kể vào ngày 30 tháng 1.  Khi khu vực đối lưu di chuyển chậm về phía tây, nó lại tăng vùng phủ sóng một lần nữa, tổ chức thành áp thấp nhiệt đới vào ngày 1 tháng Hai.  Di chuyển trên một đường parabol ở phía đông Philippines, Judy đã đạt được trạng thái bão nhiệt đới vào ngày 2 tháng 2 và sức mạnh của cơn bão vào ngày 4 tháng 2 sau khi hồi về phía tây bắc của sườn núi cận nhiệt đới.  Khi gió tây tăng mạnh ở trên cao, gió dọc làm suy yếu Judy trở lại thành một cơn bão nhiệt đới, làm mất đi đặc điểm nhiệt đới vào ngày 6 tháng 2.  Sau khi trôi nhẹ hơn về phía đông-đông bắc, vùng áp thấp tiêu tan.

### Bão Ken (Bising)
Một sự xáo trộn nhiệt đới hình thành dọc theo máng xích đạo gần vào ngày 20 tháng 4 ở phía nam của đảo Guam.  Hệ thống tăng chậm trong tổ chức, trở thành áp thấp nhiệt đới vào ngày 26 tháng Tư.  Hệ thống nhanh chóng phát triển sau đó, trở thành một cơn bão vào ngày 27 tháng 4 trong khi di chuyển về phía bắc.  Hệ thống đạt cường độ cực đại vào ngày 28 tháng Tư.  Các sườn núi cận nhiệt đới được xây dựng về phía tây bắc của nó, điều khiển Ken về phía tây.  Cắt gió theo chiều dọc miền tây nam dẫn đến một xu hướng suy yếu bắt đầu vào ngày 29 tháng Tư.  Vào ngày 30 tháng Tư, lưu thông cấp thấp của Ken đã bị lộ, không còn có giông bão gần trung tâm.  Phần còn lại thấp trôi về phía tây, tiêu tan vào ngày 3 tháng 5 

### Siêu bão Lola
Hình thành như một cơn bão đôi với Namu, hình thành ở bán cầu nam, sự xáo trộn ban đầu của Lola đã phát triển trong máng gió mùa phía nam đảo Guam.  Di chuyển về phía đông, hệ thống dần phát triển thành áp thấp nhiệt đới, sau đó là bão nhiệt đới, vào ngày 17 tháng Năm.  Lola chuyển qua Pohnpei, trở thành cơn lốc tàn phá nhất của họ kể từ năm 1958.  Trong thiệt hại do cơn bão gây ra, hòn đảo được tuyên bố là khu vực thảm họa lớn vào tháng 6   3 của chính phủ Mỹ.  Tiếp tục tăng cường, Lola trở thành một cơn bão vào ngày 18 tháng 5 và chuyển sang phía tây bắc.  Tăng cường nhanh chóng tiếp tục, với Lola trở thành một siêu bão vào ngày 19 tháng 5.  Đỉnh điểm về cường độ vào ngày 20 tháng 5, Lola hồi phục ở phía bắc và đông bắc, suy yếu thành một cơn bão nhiệt đới vào ngày 23 tháng 5 và phát triển thành một cơn bão ngoài hành tinh vào cuối ngày hôm đó.

### Bão Mac (Klared) - Bão số 1
Hệ thống này thường di chuyển về phía đông-đông bắc trong suốt vòng đời của nó.  Hình thành gần đảo Hải Nam vào ngày 21 tháng 5 như một áp thấp gió mùa, sự xáo trộn nhiệt đới ban đầu di chuyển qua biển Nam Trung Quốc trong khi chậm rãi tổ chức.  Trở thành áp thấp nhiệt đới ở eo biển Formosa, Mac nhanh chóng trở thành một cơn bão nhiệt đới và quay về hướng đông bắc, song song với bờ biển Đài Loan.  On May 27, Mac quay lưng lại về phía đông-đông bắc như gió tây cấp trên tăng lên, gây ra dọc cắt gió dẫn đến Mac suy yếu thành áp thấp nhiệt đới trước khi tan biến vào ngày 29.

### Bão Nancy (Deling)
Một khu vực rộng đối lưu được hình thành ở phía đông nam của Pohnpei vào giữa tháng Sáu.  Sự đối lưu đã hình thành một áp thấp nhiệt đới vào ngày 21 tháng 6 ở phía đông Philippines.  Bão nhiệt đới Nancy được mệnh danh là cơn bão tiếp theo và nhanh chóng mạnh lên thành bão với sức gió tối đa 75 kn (139 km/h)     trước khi nổi bật phía đông bắc Đài Loan.  Sau khi rời hòn đảo, Nancy suy yếu thành cường độ bão nhiệt đới trong khi di chuyển về phía bắc qua Biển Hoa Đông.  Nancy đã đi qua Eo biển Hàn Quốc ngay trước khi chuyển hướng ngoài hành tinh và tăng tốc theo hướng đông bắc vào Biển Nhật Bản.  Những cơn mưa xối xả đã rơi khắp Hàn Quốc, do lũ lụt khiến 12 người thiệt mạng và 22.477 mẫu Anh (90,96 km2)     đất nông nghiệp bị phá hủy.

### Bão Owen (Emang)
Hình thành như một sự xáo trộn nhiệt đới phía tây nam Kosrae vào ngày 21 tháng Sáu.  Di chuyển theo hướng tây tây bắc, hệ thống dần dần được tổ chức tốt hơn.  Vào ngày 28 tháng 6, sự xáo trộn đã tổ chức thành áp thấp nhiệt đới.  Tái diễn ở phía đông Philippines và Đài Loan, Owen đã phát triển thành một cơn bão nhiệt đới, đạt cường độ tối đa vào ngày 29 tháng Sáu.  Sau đó, những cơn gió đông-bắc đông bắc dẫn đến sự cắt gió thẳng đứng làm suy yếu Owen.  Trong khi di chuyển theo hướng bắc-đông bắc về phía nam Nhật Bản, hệ thống đã chuyển sang trạng thái lưu thông ở mức độ thấp không có giông bão và tan vào ngày 2 tháng 7 

### Siêu bão Peggy (Gading) - Bão số 2
Bão Peggy, phát triển vào ngày 3 tháng 7 ở phía đông Philippines, đã tăng cường mạnh mẽ để đạt đến đỉnh cao 130 hải lý trên giờ (240 km/h)   siêu bão vào ngày 7/7.  Khi Peggy tiếp tục đi về phía tây, nó dần dần suy yếu và tấn công vào phía đông bắc Luzon vào ngày 9 tháng 7 khi 90 kn (170 km/h)     bão.  Một sự suy yếu nhẹ của sườn núi cận nhiệt đới đã đưa Peggy về phía bắc nhiều hơn, nơi nó đánh vào phía đông nam Trung Quốc là 55 kn (102 km/h)     bão nhiệt đới vào ngày 11 tháng 7.  Ở Hồng Kông, gió thổi tới 78 hải lý trên giờ (144 km/h)   tại Tate's Cairn và tổng lượng mưa đạt 449 milimét (17,7 in)   tại Tai Mo Shan.  Cơn thịnh nộ của Peggy khiến 333 người thương vong  và 2,5 USD   triệu (1986   đô la) thiệt hại từ lũ lụt.

### Bão Roger (Heling)
Một mức thấp hơn được nâng cấp về phía tây qua Thái Bình Dương nhiệt đới bắt đầu vào ngày 4 tháng 7.  Vào ngày 8 tháng 7, một sự xáo trộn nhiệt đới hình thành về phía đông nam của vùng thấp phía tây nam của Enewetak Atoll.  Hệ thống di chuyển về phía tây, từ từ tổ chức.  Trở thành áp thấp nhiệt đới vào ngày 13 tháng 7, hệ thống nhỏ quay về hướng tây bắc, dần dần quay trở lại một sườn núi cận nhiệt đới về phía đông và đông bắc.  Hệ thống này đã mạnh lên thành một cơn bão nhiệt đới sau đó vào ngày 13 tháng 7 và một cơn bão vào ngày 14 tháng 7 ở phía nam Nhật Bản.  Sau khi chuyển sang phía đông bắc, hệ thống bắt đầu trải qua quá trình cắt gió theo hướng đông bắc và bắt đầu suy yếu.  Sau khi đi qua phía đông Okinawa, hệ thống bắt đầu chuyển sang một cơn bão ngoài hành tinh, một quá trình hoàn thành vào ngày 17 tháng 7 gần bờ biển phía nam Nhật Bản.

### Bão Nine - Bão số 3
Hình thành trên Biển Đông vào ngày 19 tháng 7, cơn bão di chuyển theo hướng tây bắc vào Trung Quốc đại lục vào ngày 22 tháng 7, duy trì lưu thông khi nó quay về hướng tây trước khi tan vào ngày 24 tháng 7.  Hệ thống này được Cơ quan Khí tượng Nhật Bản công nhận là một cơn bão nhiệt đới.

### Bão Sarah (Iliang)
Phát triển ở biển Philippines vào ngày 30 tháng 7, hệ thống đã phát triển khi nó di chuyển về phía tây, trở thành một cơn bão nhiệt đới vào ngày 31 tháng 7.  Vào ngày 1 tháng 8, trung tâm lưu thông trung cấp của nó đã vượt ra biển Nam Trung Quốc trong khi lưu thông bề mặt của nó bị bỏ lại phía đông Philippines.  Trung tâm lưu thông rộng của Sarah rất khó định vị cho đến khi nó bắt đầu di chuyển về phía đông bắc Luzon vào ngày 2 tháng 8, khi nó tăng cường đến cường độ cực đại.  Khi Sarah di chuyển về phía đông Honshu, nó đã phát triển thành một cơn bão ngoài hành tinh.  Mười bốn người chết ở Nhật Bản do Sarah.

### Bão Georgette
Từ ngày 3 tháng 8 đến ngày 4 tháng 8, Bão nhiệt đới Georgette tồn tại ở Đông Thái Bình Dương, nhưng đã biến thành một cơn sóng nhiệt đới trong khi di chuyển nhanh về phía tây.  Năm ngày sau ở Tây Thái Bình Dương, Georgette đã tái sinh thành một cơn bão nhiệt đới và trở thành một cơn bão vào ngày 10 tháng 8.  Vào thời điểm này, một sự xáo trộn nhiệt đới đang phát triển về phía tây và nó trở thành cơn bão nhiệt đới vào ngày 11.  Tip và Georgette trải qua tương tác fujiwhara, khiến Georgette nhỏ hơn lặp lại khi cơn bão lớn hơn Tip hướng về phía bắc.  Georgette suy yếu thành áp thấp nhiệt đới vào ngày 15 tháng 8 và được hấp thụ bởi ban nhạc lớn của Tip vào ngày 16 tháng 8.

### Bão CMA 15 - Bão số 4
Hệ thống này hình thành ở Biển Đông vào ngày 9 tháng 8 và di chuyển về phía tây bắc qua đảo Hải Nam vào Trung Quốc đại lục, tan vào ngày 12 tháng 8.  Ở Hồng Kông, gió thổi tới 70 hải lý trên giờ (130 km/h)   tại Tate's Cairn và Tai Mo Shan trong khi Tai Po nhận được 343 milimét (13,5 in)   lượng mưa từ trầm cảm.  Lũ lụt kéo dài xảy ra ở Hải Nam và phía tây tỉnh Quảng Đông, làm hai người thiệt mạng.  Đài thiên văn Hoàng gia Hồng Kông coi hệ thống này là áp thấp nhiệt đới.

### Bão Tip
Georgette trở thành một cơn bão vào ngày 10 tháng 8 ở phía đông của một sự xáo trộn nhiệt đới, phát triển thành Bão nhiệt đới vào ngày 11 tháng 8.  Tip và Georgette đã trải qua hiệu ứng Fujiwhara, khiến Georgette nhỏ hơn lặp đi lặp lại khi cơn bão lớn hơn Tip hướng về phía bắc.  Georgette bị thu hút bởi ban nhạc lớn của Tip vào ngày 16 tháng 8.  Tip được tăng cường đến một cơn bão và đạt cường độ cực đại là 80 kn (150 km/h)     gió trước khi cắt gió dọc khiến hệ thống suy yếu.  Vào ngày 19 tháng 8, Tip trở nên ngoài hành tinh, nhưng hệ thống vẫn tồn tại ở mức thấp ngoài hành tinh còn sót lại trong sáu ngày nữa.

### Bão Vera (Loleng)
Máng gió mùa dữ dội và mạnh nhất kể từ năm 1974 đã sinh ra một áp thấp nhiệt đới vào ngày 15 tháng 8.  Nó trôi dạt về phía đông nam, di dời nhiều lần trong các giai đoạn hình thành của nó.  Vào ngày 16 tháng 8, nó được nâng cấp thành Bão nhiệt đới Vera và hoạt động của cơn bão là tiếp tục đi về phía đông, tiếp tục di dời trong máng gió mùa rộng và trở lại một cơn bão vào ngày 17 tháng 8 sau khi suy yếu.  Phân tích sau bởi Trung tâm Cảnh báo Bão Liên hợp cho rằng cơn bão đầu tiên đã chuyển sang phía tây và tan dần, và một cơn bão mới, riêng biệt đã hình thành ở phía đông vào ngày 17 tháng 8.  Tuy nhiên, Cơ quan Khí tượng Nhật Bản vẫn duy trì hệ thống như một cơn bão duy nhất.
Vera trôi dạt về phía bắc cho đến khi một sườn núi cấp trên buộc cơn bão về phía đông, cung cấp dòng chảy cấp trên cho Vera để tăng cường cho cơn bão vào ngày 20 tháng 8.  Vào ngày 22 tháng 8, Vera đạt được sức gió 165   km/h (105   mph) trước khi sườn núi suy yếu buộc cơn bão ở phía tây, lùi lại con đường của nó phải mất nhiều ngày trước đó.  Cơn bão dần dần suy yếu và tấn công Okinawa vào ngày 25 tháng 8 là 155   km/h (100   mph) bão.  Vera quay sang phía đông bắc, tấn công Hàn Quốc vào ngày 28 tháng 8 như một cơn bão tối thiểu và trở thành ngoài hành tinh vào ngày 29 tháng 8 ở Biển Nhật Bản.  Tổng cộng có 23 người đã thiệt mạng vì cơn bão, với thiệt hại từ trung bình đến nặng trên đường đi về phía bắc như Viễn Đông Liên Xô.  Thiệt hại lên tới 22 triệu đô la Mỹ (1986 đô la) trên khắp Hàn Quốc.

### Bão Wayne (Miding) - Bão số 5
Một trong những hệ thống Tây Thái Bình Dương kéo dài nhất được ghi nhận đã bắt đầu cuộc sống lâu dài vào ngày 16 tháng 8 ở Biển Đông, được hình thành từ máng gió mùa.  Nó trôi dạt về phía tây nam, sau đó quay trở lại phía tây bắc, trở thành một cơn bão nhiệt đới vào ngày 18 tháng 8.  Wayne quay về phía đông bắc và trở thành một cơn bão vào ngày 19 tháng 8.  Ở Hồng Kông, gió thổi tới 78 hải lý trên giờ (144 km/h)   tại Tate's Laun.  Cơn bão đã đi qua ngoài khơi phía đông nam Trung Quốc và tấn công miền tây Đài Loan vào ngày 22 tháng 8.  Wayne quay trở lại phía nam và tây nam.  Cắt dọc khiến Wayne suy yếu đến trầm cảm vào ngày 25 tháng 8.  Wayne quay trở lại phía đông bắc, xoay quanh Vera.  Khi Vera tăng tốc đi, Wayne trôi theo hướng đông bắc qua Biển Đông, trở thành một cơn bão nhiệt đới vào ngày 27 tháng 8.
Wayne quay về phía nam, trở thành một cơn bão một lần nữa vào ngày 30 tháng 8.  Wayne đã vượt qua gần phía bắc Luzon vào ngày 2 tháng 9 trước khi quay trở lại phía tây.  Hai ngày sau khi di chuyển nhanh về phía tây qua Biển Đông, Wayne đã đạt đến đỉnh điểm 85 hải lý trên giờ (157 km/h)   gió.  Trong các đoạn khác nhau của Hồng Kông, tổng cộng 295 milimét (11,6 in)   lượng mưa tích lũy tại Sai Kung.  Lốc xoáy đã tấn công phía bắc Hải Nam vào ngày 5 tháng 9, tiến vào Vịnh Bắc Bộ và thực hiện cuộc đổ bộ cuối cùng vào miền bắc Việt Nam sau ngày hôm đó là 60 hải lý trên giờ (110 km/h)   bão nhiệt đới.  Ngày hôm sau, Wayne tiêu tan khắp Việt Nam, sau 85 cố vấn và là hệ thống Tây Thái Bình Dương tồn tại lâu nhất trong lịch sử.  Wayne đã mang theo những cơn mưa xối xả qua con đường đến Philippines, Đài Loan, đông nam Trung Quốc, đảo Hải Nam và Việt Nam.  Bởi vì điều này, 490 người thiệt mạng (hầu hết ở Việt Nam), hàng chục ngàn người mất nhà cửa, và 399 đô la Mỹ   thiệt hại hàng triệu đô la (1986 đô la) có thể được quy cho Typhoon Wayne.

### Bão Fifteen
Bắt nguồn từ vùng cận nhiệt đới phía tây trung tâm Thái Bình Dương, cơn bão lớn này đã di chuyển về phía tây đến một điểm phía nam Nhật Bản trước khi trở thành một cơn bão nhiệt đới.  Ngay sau đó, hệ thống đã hồi phục trên khắp miền trung Nhật Bản vào ngày 2 tháng 9 và phát triển thành một cơn bão ngoài hành tinh khi nó quay trở lại phía bắc Thái Bình Dương vào ngày 3 tháng 9.  Hệ thống này được Cơ quan Khí tượng Nhật Bản công nhận là một cơn bão nhiệt đới, và Đài thiên văn Hoàng gia Hồng Kông là một áp thấp nhiệt đới.

### Bão Abby (Norming)
Bão Abby đã phát triển từ một khu vực đối lưu dai dẳng ở phía tây nam Truk vào đầu tháng 8.  Một áp thấp nhiệt đới hình thành vào ngày 13 tháng 8 ở phía đông nam đảo Guam và được nâng cấp thành bão nhiệt đới một ngày sau khi đi qua phía nam hòn đảo.  Abby sau đó tăng dần lên đến đỉnh điểm 95 kn (176 km/h)     nhưng suy yếu trước khi tấn công Đài Loan.  Bão Abby đã tàn phá hòn đảo với sức gió 85 kn (157 km/h)     và mưa lớn.  Lũ lụt ở Đài Loan đã giết chết 13 người và thiệt hại về nông nghiệp là 81 đô la   triệu (1986 USD, $ 173 triệu 2013 USD).  Sau khi rời Đài Loan, Abby tiếp tục đi về phía bắc-đông bắc trước khi tan ở Biển Hoa Đông.

### Bão Ben
Sự xáo trộn nhiệt đới ban đầu hình thành gần Majuro vào ngày 15 tháng 9.  Hệ thống di chuyển theo hướng tây tây bắc, trở thành áp thấp nhiệt đới vào ngày 18 tháng 9 và một cơn bão nhiệt đới vào ngày 19 tháng 9.  Mười ba người đã thiệt mạng trên một tàu cá đi ngang qua Pagan khi Ben đi qua gần đó.  Ben quay về hướng bắc tây bắc trong một ngày rưỡi, di chuyển xung quanh một cơn bão cấp cao hơn ở khu vực lân cận, trước khi nối lại đường ray tây-tây bắc vào ngày 20 tháng 9.  Cắt gió dọc, gây ra bởi gió bắc-đông bắc mạnh mẽ, Ben suy yếu đến cường độ bão nhiệt đới tối thiểu vào ngày 21 tháng 9.  Ben bước vào một môi trường thuận lợi hơn, đạt được cường độ bão vào ngày 23 tháng 9 trước khi làm tròn phần phía tây nam của sườn núi cận nhiệt đới.  Ben đã quay trở lại phía đông bắc vào ngày 26 tháng 9, di chuyển tốt về phía đông của Nhật Bản, vì sức gió cắt dọc tăng lên do gió mạnh hơn từ phía tây nam.  Ben sau đó suy yếu trở lại thành một cơn bão nhiệt đới vào ngày 30 tháng 9 trước khi chuyển sang một xoáy thuận ngoại nhiệt đới vào cuối ngày hôm đó.

### Bão Carmen
Sự xáo trộn nhiệt đới ban đầu lần đầu tiên được ghi nhận ở phía đông-đông nam Majuro vào ngày 27 tháng 9.  Hệ thống theo dõi phía bắc do phía tây, trước khi hợp nhất từ từ thành áp thấp nhiệt đới vào ngày 30 tháng 9 và một cơn bão nhiệt đới vào ngày 2 tháng 10.  Sau khi đi qua giữa Rota và Saipan, Carmen quay về hướng tây bắc và mạnh lên thành bão vào ngày 4 tháng 10.  Gió tại Rota đạt đỉnh 53 hải lý trên giờ (98 km/h)   khi nó đi qua đảo.  Mưa lớn đã rơi tại đảo Guam, nơi có tổng số lượng lên tới 254 milimét (10,0 in)   và 279 milimét (11,0 in).  Di chuyển qua một sự phá vỡ trong sườn núi cận nhiệt đới, Carmen nhanh chóng mạnh lên khi nó quay về hướng bắc, rồi phía đông bắc, vào ngày 6 tháng 10 khi sức gió duy trì tối đa đạt tới 100 hải lý trên giờ (190 km/h).  Khi sức gió cắt dọc tăng lên do gió Tây Nam mạnh lên, cơn bão suy yếu thành cơn bão nhiệt đới vào ngày 8 tháng 10, phát triển thành một xoáy thuận ngoại nhiệt đới vào ngày 9 tháng 10.

### Bão Dom (Oyang) - Bão số 6
Ban đầu được ghi nhận là một sự xáo trộn nhiệt đới ở biển Philippine vào ngày 2 tháng 10, hệ thống di chuyển chậm theo hướng tây tây bắc đến phía nam của sườn núi cận nhiệt đới, trở thành áp thấp nhiệt đới vào ngày 4 tháng 10.  Băng qua Philippines, áp thấp đã gây ra mưa lớn và lũ lụt khi nó xuất hiện ở biển Nam Trung Quốc và phát triển thành một cơn bão nhiệt đới vào ngày 9 tháng 10.  Sự phát triển chậm do gió mạnh ở cấp trên từ phía đông bắc di chuyển giông bão ở phía tây-tây nam của trung tâm.  Tiếp tục theo dõi phía bắc của phía tây do, Dom đã đổ bộ vào Việt Nam và tan biến khi nó di chuyển dọc biên giới Lào / Việt Nam vào ngày 12 tháng 10.  Tổng cộng có 16 người thiệt mạng và thiệt hại tổng cộng 4 đô la Mỹ   triệu (1986 đô la) ở Luzon.

### Bão Ellen (Pasing) - Bão số 7
Sự xáo trộn nhiệt đới ban đầu hình thành ở phía tây của Đường dữ liệu quốc tế trong rãnh gió mùa vào ngày 3 tháng 10.  Hệ thống di chuyển về phía tây trong gần một tuần mà không có sự phát triển đáng kể.  Trở thành áp thấp nhiệt đới vào ngày 9 tháng 10 và một cơn bão nhiệt đới vào ngày 11 tháng 10, cơn bão đã chuyển sang phía tây-tây bắc, di chuyển qua miền trung Philippines vào biển Nam Trung Quốc.  Quay về phía bắc nhiều hơn, Ellen tăng cường thành bão trong khi song song với bờ biển phía tây Luzon vào ngày 14 tháng 10.  Đến ngày 15 tháng 10, đường đua của Ellen ngày càng trở nên tồi tệ hơn do một khu vực áp lực bề mặt tòa nhà ở phía bắc.  Suy yếu bắt đầu do gió tây ở trên cao và tương tác trên đất liền với Trung Quốc, và Ellen trở lại với sức mạnh của cơn bão nhiệt đới vào ngày 17 tháng 10.  Lốc xoáy di chuyển về phía nam Hồng Kông và phía bắc đảo Hải Nam vào Trung Quốc đại lục vào ngày 19 tháng 10.  Ở Hồng Kông, gió thổi tới 78 hải lý trên giờ (144 km/h)   tại Tai Mo Shan.  Khi gần biên giới giữa Việt Nam và Trung Quốc, Ellen đã tiêu tan vào ngày 20 tháng 10.

### Bão Forrest
Sự xáo trộn nhiệt đới ban đầu được hình thành gần International Dateline vào ngày 10 tháng 10 trước khi di chuyển trên một đường ray parabol ở phía đông châu Á.  Một hệ thống nhỏ, nó di chuyển theo hướng tây tây bắc và tổ chức thành áp thấp nhiệt đới vào ngày 15 tháng 10, sau đó là một cơn bão nhiệt đới vào cuối ngày.  Cuối ngày 16 tháng 10, Forrest tăng cường thành bão.  Ngày hôm sau, cơn bão đạt cường độ cực đại 100 hải lý trên giờ (190 km/h)   và đi qua gần đảo Agrihan, nơi một tòa nhà bị bỏ lại và thông tin liên lạc đã bị loại bỏ.  Forrest sau đó đã hồi phục về phía nam-đông nam của Iwo Jima.  Khi những cơn gió nổi lên ở phía tây, Forrest dần dần suy yếu, trở thành một cơn bão nhiệt đới một lần nữa vào ngày 20 tháng 10 và phát triển thành một xoáy thuận ngoại nhiệt đới vào ngày 21 tháng 10.

### Bão Georgia (Ruping) - Bão số 8
Lần đầu tiên được ghi nhận là một sự xáo trộn nhiệt đới ở phía đông Ulithi trong máng gió mùa vào ngày 14 tháng 10, hệ thống di chuyển về phía bắc do phía tây.  Chậm phát triển, hệ thống phát triển thành áp thấp nhiệt đới vào ngày 17 tháng 10 và bão nhiệt đới vào ngày 18 tháng 10.  Lốc xoáy đạt cường độ cực đại trước khi vượt qua miền trung Philippines vào ngày 19 tháng 10 và nổi lên biển Nam Trung Quốc.  Vào ngày 22 tháng 10, Georgia đã đổ bộ khắp Việt Nam và vượt qua Lào vào Thái Lan.  Hệ thống sau đó đã tiêu tan vào ngày 23 tháng 10.

### Bão Herbert (Tering) - Bão số 9
Hình thành như một sự xáo trộn nhiệt đới gần International Dateline vào ngày 29 tháng 10, hệ thống di chuyển về phía tây ở vĩ độ thấp cuối cùng tổ chức thành một áp thấp nhiệt đới vào ngày 3 tháng 11 ở phía nam đảo Guam.  Hệ thống di chuyển về phía bắc do phía tây qua miền trung Philippines và nổi lên biển Nam Trung Quốc trước khi mạnh lên thành một cơn bão nhiệt đới vào ngày 9 tháng 11.  Herbert di chuyển về phía tây, đổ bộ vào Việt Nam vào ngày 11 tháng 11 trước khi tan ở Lào vào ngày 12 tháng 11 

### Bão Ida (Uding) - Bão số 10
Ban đầu một sự xáo trộn nhiệt đới giữa Kosrae và Enewetak vào ngày 6 tháng 11, hệ thống di chuyển về phía nam cho đến ngày 9 tháng 11, khi hệ thống bắt đầu theo dõi phía bắc của phía tây.  Hệ thống được tổ chức thành áp thấp nhiệt đới vào ngày 10 tháng 11, sau đó là bão nhiệt đới vào ngày 11 tháng 11, trong khi di chuyển về phía Philippines.  Sáu ngày sau Herbert, Ida đã đi qua phần trung tâm của quần đảo trong khoảng thời gian từ ngày 12 đến ngày 13 tháng 11.  Tương tác với các đảo làm suy yếu hệ thống trở lại áp thấp nhiệt đới trước khi nổi lên biển Nam Trung Quốc.  Tăng cường trở lại thành một cơn bão nhiệt đới vào ngày 14 tháng 11, Ida đã sao chép một vòng xoáy, theo chiều kim đồng hồ, suy yếu trở lại thành áp thấp nhiệt đới vào ngày 16 tháng 11 trong khi di chuyển về phía nam do gió tây nam mạnh.  Trầm cảm di chuyển theo hướng nam-tây nam trước khi tan vào ngày 19 tháng 11.  Hai người chết khi một con tàu chở hàng bị chìm gần Dongsha.

### Bão Joe (Wales)
Sự xáo trộn nhiệt đới ban đầu hình thành vào ngày 12 tháng 11 ở phía nam đảo Guam.  Di chuyển theo hướng tây tây bắc, hệ thống đã tổ chức thành áp thấp nhiệt đới ở biển Philippines vào ngày 17 tháng 11, và sau đó là một cơn bão nhiệt đới vào ngày 20 tháng 11.  Joe hồi phục ở phía đông Philippines do một điểm yếu trong sườn núi cận nhiệt đới, mạnh lên thành bão vào ngày 20 tháng 11.  Phía đông Đài Loan, Joe suy yếu trở lại thành một cơn bão nhiệt đới do gió tây nam mạnh vào ngày 23 tháng 11 và sau đó là áp thấp nhiệt đới vào ngày 24 tháng 11.  Quay về hướng đông nam, lưu thông cấp thấp còn lại tiếp tục suy yếu, tan dần vào ngày 25 tháng 11 

### Áp thấp nhiệt đới HKO
Một áp thấp nhiệt đới hình thành ở vùng Biển Đông vào ngày 24 tháng 11, tan vào ngày hôm sau mà không đổ bộ vào bất kỳ khối đất liền kề nào.  Trầm cảm này được Đài thiên văn Hoàng gia Hồng Kông thừa nhận trong bản tóm tắt cuối năm của họ.

### Siêu bão Kim (Yaning)
Sự xáo trộn nhiệt đới ban đầu hình thành ở phía nam Majuro vào ngày 27 tháng 11.  Hệ thống nhỏ đã phát triển nhanh chóng, trở thành áp thấp nhiệt đới vào cuối ngày hôm đó, một cơn bão nhiệt đới vào ngày 28 tháng 11 và một cơn bão vào ngày 29 tháng 11.  Kim quay về hướng tây bắc vào cuối ngày do sự yếu kém của sườn núi cận nhiệt đới, trước khi hệ thống áp lực cao tăng cường về phía bắc buộc phải theo dõi dữ dội hơn vào ngày 2 tháng 12, sau đó Kim trở thành siêu bão.  Lốc xoáy di chuyển về phía bắc Saipan, đánh bật tất cả điện và nước.  Thiệt hại trên đảo là 15 đô la Mỹ   triệu (1986 đô la).  Giữ lại cường độ siêu bão vào ngày 3 tháng 12, hệ thống suy yếu và chuyển hướng tây bắc vào ngày 4 tháng 12 do một điểm yếu khác trong sườn núi cận nhiệt đới.  Hệ thống áp suất cao về phía bắc của nó được tăng cường, biến Kim trở lại phía tây vào ngày 5 tháng 12.  Vào ngày 8 tháng 12, Kim đã tạo ra một vòng xoáy, hoặc ngược chiều kim đồng hồ, do một tòa nhà cao bề mặt mạnh mẽ ở phía bắc của nó, được hoàn thành vào ngày 11 tháng 12.  Trong vòng lặp, Kim suy yếu trở lại thành một cơn bão nhiệt đới, với tình trạng áp thấp nhiệt đới được lấy lại vào ngày 12 tháng 12 khi Kim di chuyển về phía tây bắc.  Hệ thống hồi quy về phía đông Đài Loan, tiêu tan vào ngày 14 tháng 12 

### Bão Lex
Sự xáo trộn nhiệt đới ban đầu hình thành vào ngày 30 tháng 11 sau sự kiện Kim gần Dateline International.  Hệ thống di chuyển theo hướng tây tây bắc, phát triển thành áp thấp nhiệt đới và bão nhiệt đới vào ngày 4 tháng 12.  Lex vẫn là một cơn bão nhiệt đới trong một ngày, trước khi suy yếu trở lại thành một sự xáo trộn nhiệt đới vào ngày 5 tháng 12 do gió giật dọc do cơn bão Kim gây ra và một máng trên gần phía tây bắc.  Cuộc khủng hoảng đã qua giữa đảo Guam và Saipan vào ngày 7/12.  Lex đã hồi phục ở phía nam của Iwo Jima vào ngày 8 tháng 12 trước khi trở thành một cơn bão ngoài hành tinh vào ngày 9 tháng 12 

### Bão Marge (Aning) - Bão số 11
Một hệ thống được theo dõi lâu dài, sự xáo trộn nhiệt đới ban đầu dẫn đến Marge đã được ghi nhận gần International Dateline vào ngày 10 tháng 12.  Di chuyển về phía bắc do phía tây, sự xáo trộn diễn ra chậm chạp, trở thành áp thấp nhiệt đới vào ngày 14 tháng 12 ở phía tây nam Enewetak.  Hệ thống này đã mạnh lên thành một cơn bão nhiệt đới vào ngày 15 tháng 12 và một cơn bão vào ngày 17 tháng 12.  Đầu ngày 20 tháng 12, Marge đạt cực đại về cường độ trước khi quay về phía nam do phía tây do bề mặt mạnh ở phía bắc.  Vào ngày 21 tháng 12, Marge chuyển đến miền nam Philippines, nơi đã đẩy nhanh xu hướng suy yếu.  Vào ngày 22 tháng 12, Marge đã lấy lại trạng thái bão nhiệt đới và ngay sau khi di chuyển vào biển Nam Trung Quốc, cơn bão đã suy yếu thành áp thấp nhiệt đới vào cuối ngày 23 tháng 12.  Trầm cảm di chuyển về phía tây thêm một ngày trước khi tan biến vào ngày 24 tháng 12.  Sự lưu thông của Marge đã hỗ trợ cho hành trình toàn cầu của máy bay Rutan Voyager, đã đi vòng quanh Trái đất trên một thùng nhiên liệu.

### Bão Norris (Bidang) - bão số 12
Sự xáo trộn nhiệt đới ban đầu hình thành gần Đường dữ liệu quốc tế vào ngày 17 tháng 12 và ban đầu di chuyển theo hướng tây tây bắc.  Hệ thống dần dần được tổ chức, trở thành áp thấp nhiệt đới vào ngày 21 tháng 12, và sau đó là một cơn bão nhiệt đới vào ngày 23 tháng 12 khi nó chuyển hướng về phía tây nhiều hơn do áp lực cao của áp lực ở phía bắc.  Lốc xoáy mạnh dần trong bốn ngày tiếp theo, ban đầu bị cản trở bởi gió đông mạnh.  Khi cơn bão di chuyển về phía nam đảo Guam, gió giật đến 50 hải lý trên giờ (93 km/h)   đã được ghi lại trên đảo.  Norris trở thành một cơn bão vào ngày 27 tháng 12.  Trong một ngày rưỡi tiếp theo, sự tăng cường tiếp tục.  Vào ngày 28 tháng 12, một hệ thống áp suất cao trên bề mặt mạnh đã biến Norris về phía tây nam, và dẫn đến suy yếu chậm.  Lốc xoáy đã lấy lại sức mạnh của cơn bão nhiệt đới vào ngày 30 tháng 12 trong khi chuyển hướng về phía tây nhiều hơn.  Norris vượt qua miền nam Philippines vào ngày 31 tháng 12 và ngày 1 tháng 1, suy yếu thành áp thấp nhiệt đới khi nó nổi lên ở Biển Đông.  Gió đông nam mạnh mẽ ngăn chặn sự phát triển của trầm cảm.  Tuần hoàn tàn dư của Norris quay về hướng tây bắc và tan vào ngày 2 tháng 1 ở phía nam Hồng Kông.

## Tên bão
Trong mùa 26, cơn bão nhiệt đới được đặt tên phát triển ở Tây Thái Bình Dương và được đặt tên bởi Trung tâm Cảnh báo Bão chung, khi xác định rằng chúng đã trở thành bão nhiệt đới.  Những cái tên này đã được đóng góp vào một danh sách sửa đổi bắt đầu vào năm 1979. 
| Judy | Ken    | Lola | Mac   | Nancy   | Owen    | Peggy   | Roger | Sarah | Tip | Vera | Wayne | Abby   |
| Ben  | Carmen | Dom  | Ellen | Forrest | Georgia | Herbert | Ida   | Joe   | Kim | Lex  | Marge | Norris |

### Philippines
| Akang             | Bising                 | Klared                | Deling               | Emang                  |
| Gading            | Heling                 | Iliang                | Loleng               | Miding                 |
| Norming           | Oyang                  | Pasing                | Ruping               | Susang                 |
| Tering            | Uding                  | Wales                 | Yaning               |                        |
| Danh sách phụ trợ |                        |                       |                      |                        |
|                   |                        |                       |                      | Aning                  |
| Bidang            | Katring (chưa sử dụng) | Delang (chưa sử dụng) | Esang (chưa sử dụng) | Garding (chưa sử dụng) |

Cơ quan Dịch vụ Khí quyển, Địa vật lý và Thiên văn Philippines sử dụng sơ đồ đặt tên riêng cho các cơn bão nhiệt đới trong khu vực thuộc trách nhiệm của họ.  PAGASA chỉ định tên cho các áp thấp nhiệt đới hình thành trong khu vực trách nhiệm của họ và bất kỳ cơn bão nhiệt đới nào có thể di chuyển vào khu vực trách nhiệm của họ.  Nếu danh sách tên cho một năm nhất định không đủ, các tên được lấy từ danh sách phụ, 6 tên đầu tiên được công bố mỗi năm trước khi mùa giải bắt đầu.  Những cái tên không nghỉ hưu trong danh sách này sẽ được sử dụng lại trong mùa giải 1990.  Đây là danh sách tương tự được sử dụng cho mùa giải 1982.  PAGASA sử dụng sơ đồ đặt tên riêng bắt đầu trong bảng chữ cái tiếng Philipin, với tên của các tên nữ Philippines kết thúc bằng "ng" (A, B, K, D, v.v.).  Tên không được chỉ định / sẽ sử dụng được đánh dấu màu xám.

## Tổng quan
Đây là bảng của tất cả các cơn bão đã hình thành trong mùa bão năm 1986 ở Thái Bình Dương.  Nó bao gồm thời gian, tên, khu vực bị ảnh hưởng, thiệt hại và tổng số tử vong của họ.  Cái chết trong ngoặc đơn là bổ sung và gián tiếp (một ví dụ về cái chết gián tiếp sẽ là một tai nạn giao thông), nhưng vẫn liên quan đến cơn bão đó.  Thiệt hại và tử vong bao gồm tổng số trong khi cơn bão là ngoài hành tinh, sóng hoặc thấp và tất cả các con số thiệt hại là vào năm 1986 USD.  Tên được liệt kê trong ngoặc đơn được gán bởi PAGASA. 
| Name              | Dates active                        | Peak classification   | Sustained wind speeds | Pressure              | Areas affected                                                     | Damage (USD)  | Deaths | Refs |
| ----------------- | ----------------------------------- | --------------------- | --------------------- | --------------------- | ------------------------------------------------------------------ | ------------- | ------ | ---- |
| Judy (Akang)      | January 29 – February 6             | Typhoon               | 130 km/h (80 mph)     | 970 hPa (28.64 inHg)  | Caroline Islands                                                   | None          | None   |      |
| TD                | April 5 – 7                         | Tropical depression   | Not specified         | 1002 hPa (29.59 inHg) | Philippines                                                        | None          | None   |      |
| Ken (Bising)      | April 24 – May 3                    | Typhoon               | 120 km/h (75 mph)     | 980 hPa (28.94 inHg)  | Caroline Islands                                                   | None          | None   |      |
| TD                | May 10 – 11                         | Tropical depression   | Not specified         | 1000 hPa (29.53 inHg) | Thailand, Cambodia                                                 | None          | None   |      |
| Lola              | May 16 – 23                         | Typhoon               | 220 km/h (140 mph)    | 910 hPa (26.87 inHg)  | Caroline Islands                                                   | None          | None   |      |
| Mac (Klaring)     | May 17 – 30                         | Tropical storm        | 75 km/h (45 mph)      | 992 hPa (29.29 inHg)  | Vietnam, South China, Philippines, Taiwan, Ryukyu Islands          | None          | None   |      |
| TD                | June 3 – 5                          | Tropical depression   | Not specified         | 1000 hPa (29.53 inHg) | None                                                               | None          | None   |      |
| Nancy (Deling)    | June 20 – 24                        | Typhoon               | 130 km/h (80 mph)     | 955 hPa (28.20 inHg)  | Philippines, East China, Taiwan, Ryukyu Islands, South Korea       | None          | 12     |      |
| TD                | June 25 – 26                        | Tropical depression   | Not specified         | 1000 hPa (29.53 inHg) | South China                                                        | None          | None   |      |
| Owen (Emang)      | June 26 – July 2                    | Tropical storm        | 85 km/h (50 mph)      | 985 hPa (29.09 inHg)  | Ryukyu Islands                                                     | None          | None   |      |
| Peggy (Gading)    | June 30 – July 12                   | Typhoon               | 205 km/h (125 mph)    | 900 hPa (26.28 inHg)  | Mariana Islands, Philippines, Taiwan, China                        | $2.5 million  | 422    |      |
| Roger (Heling)    | July 11 – 18                        | Typhoon               | 140 km/h (85 mph)     | 955 hPa (28.20 inHg)  | Japan                                                              | None          | None   |      |
| Nine              | July 20 – 24                        | Tropical storm        | 65 km/h (40 mph)      | 996 hPa (29.41 inHg)  | South China                                                        | None          | None   |      |
| TD                | July 25 – 26                        | Tropical depression   | Not specified         | 1008 hPa (29.77 inHg) | Taiwan                                                             | None          | None   |      |
| Sarah (Iliang)    | July 29 – August 4                  | Severe tropical storm | 100 km/h (65 mph)     | 980 hPa (28.94 inHg)  | Philippines, Japan                                                 | None          | None   |      |
| TD                | July 31                             | Tropical depression   | Not specified         | 1000 hPa (29.53 inHg) | None                                                               | None          | None   |      |
| TD                | August 3 – 6                        | Tropical depression   | Not specified         | 1008 hPa (29.77 inHg) | Taiwan                                                             | None          | None   |      |
| TD                | August 5                            | Tropical depression   | Not specified         | 1004 hPa (29.65 inHg) | Marshall Islands                                                   | None          | None   |      |
| Georgette         | August 8 – 15                       | Severe tropical storm | 110 km/h (70 mph)     | 970 hPa (28.64 inHg)  | Marshall Islands                                                   | None          | None   |      |
| TD                | August 9 – 12                       | Tropical depression   | Not specified         | 1004 hPa (29.65 inHg) | Vietnam, South China                                               | None          | 12     |      |
| TD                | August 9 – 11                       | Tropical depression   | Not specified         | 1004 hPa (29.65 inHg) | South China                                                        | None          | None   |      |
| Tip               | August 10 – 24                      | Typhoon               | 130 km/h (80 mph)     | 965 hPa (28.50 inHg)  | None                                                               | None          | None   |      |
| Vera (Loleng)     | August 13 – 28                      | Typhoon               | 165 km/h (105 mph)    | 925 hPa (27.32 inHg)  | Mariana Islands, Taiwan, East China, Japan, Korean Peninsula       | $22 million   | 23     |      |
| Wayne (Miding)    | August 16 – September 6             | Typhoon               | 140 km/h (85 mph)     | 955 hPa (28.20 inHg)  | Philippines, Taiwan, China, Vietnam, Laos, Thailand                | $399 million  | 490    |      |
| TD                | August 25 – 26                      | Tropical depression   | Not specified         | 1004 hPa (29.65 inHg) | None                                                               | None          | None   |      |
| TD                | August 27 – 29                      | Tropical depression   | Not specified         | 1004 hPa (29.65 inHg) | None                                                               | None          | None   |      |
| TD                | August 28 – 30                      | Tropical depression   | Not specified         | 1012 hPa (29.89 inHg) | Wake Island                                                        | None          | None   |      |
| Fifteen           | August 28 – September 3             | Tropical storm        | 65 km/h (40 mph)      | 992 hPa (29.29 inHg)  | Japan                                                              | None          | None   |      |
| TD                | August 31 – September 1             | Tropical depression   | Not specified         | 1000 hPa (29.53 inHg) | Mariana Islands                                                    | None          | None   |      |
| TD                | September 2 – 3                     | Tropical depression   | Not specified         | 1000 hPa (29.53 inHg) | None                                                               | None          | None   |      |
| Abby (Norming)    | September 12 – 20                   | Typhoon               | 155 km/h (100 mph)    | 945 hPa (27.91 inHg)  | Caroline Islands, Mariana Islands, Philippines, Taiwan, East China | $81 million   | 13     |      |
| Ben               | September 18 – 30                   | Typhoon               | 185 km/h (115 mph)    | 920 hPa (27.17 inHg)  | Mariana Islands                                                    | None          | None   |      |
| Carmen            | October 1 – 8                       | Typhoon               | 185 km/h (115 mph)    | 940 hPa (27.76 inHg)  | Caroline Islands, Mariana Islands                                  | None          | None   |      |
| Dom (Oyang)       | October 5 – 12                      | Tropical storm        | 75 km/h (45 mph)      | 996 hPa (29.41 inHg)  | Philippines, Vietnam                                               | $4 million    | 16     |      |
| TD                | October 7                           | Tropical depression   | Not specified         | 1006 hPa (29.71 inHg) | Philippines                                                        | None          | None   |      |
| Ellen (Pasing)    | October 9 – 20                      | Typhoon               | 130 km/h (80 mph)     | 965 hPa (28.50 inHg)  | Philippines, South China                                           | None          | None   |      |
| Forrest           | October 13 – 20                     | Typhoon               | 165 km/h (105 mph)    | 930 hPa (27.46 inHg)  | Marshall Islands, Mariana Islands                                  | None          | None   |      |
| Georgia (Ruping)  | October 17 – 23                     | Tropical storm        | 85 km/h (50 mph)      | 985 hPa (29.09 inHg)  | Philippines, Vietnam, Laos                                         | None          | None   |      |
| Susang            | October 30 – November 1             | Tropical depression   | 45 km/h (30 mph)      | 1006 hPa (29.71 inHg) | Philippines                                                        | None          | None   |      |
| Herbert (Tering)  | November 6 – 12                     | Severe tropical storm | 110 km/h (70 mph)     | 985 hPa (29.09 inHg)  | Philippines, Vietnam                                               | None          | None   |      |
| Ida (Uding)       | November 10 – 18                    | Severe tropical storm | 95 km/h (60 mph)      | 985 hPa (29.09 inHg)  | Philippines                                                        | None          | None   |      |
| Joe (Weling)      | November 17 – 25                    | Typhoon               | 155 km/h (100 mph)    | 940 hPa (27.76 inHg)  | Philippines                                                        | None          | None   |      |
| TD                | November 21 – 26                    | Tropical depression   | Not specified         | 1004 hPa (29.65 inHg) | None                                                               | None          | None   |      |
| Kim (Yaning)      | November 27 – December 13           | Typhoon               | 205 km/h (125 mph)    | 905 hPa (27.02 inHg)  | Philippines                                                        | None          | None   |      |
| TD                | November 30 – December 3            | Tropical depression   | Not specified         | 1004 hPa (29.65 inHg) | Vietnam                                                            | None          | None   |      |
| Lex               | December 2 – 8                      | Severe tropical storm | 95 km/h (60 mph)      | 994 hPa (29.35 inHg)  | Marshall Islands, Caroline Islands, Mariana Islands                | None          | None   |      |
| Marge (Aning)     | December 12 – 25                    | Typhoon               | 155 km/h (100 mph)    | 950 hPa (28.05 inHg)  | Caroline Islands, Mariana Islands, Philippines                     | None          | None   |      |
| Norris (Bidang)   | December 21, 1986 – January 3, 1987 | Typhoon               | 155 km/h (100 mph)    | 955 hPa (28.20 inHg)  | Caroline Islands, Mariana Islands, Philippines                     | None          | None   |      |
| Season aggregates |                                     |                       |                       |                       |                                                                    |               |        |      |
| 48 systems        | January 29, 1986 – January 3, 1987  |                       | 205 km/h (125 mph)    | 900 hPa (26.58 inHg)  |                                                                    | >$509 million | >988   |      |